# Kramerolidia krameri
Kramerolidia krameri är en insektsart som beskrevs av Nielson 1982. Kramerolidia krameri ingår i släktet Kramerolidia och familjen dvärgstritar. Inga underarter finns listade i Catalogue of Life.